# Pink Floyd : l'histoire selon Nick Mason
Pink Floyd, l'histoire selon Nick Mason (Inside Out: A Personal History of Pink Floyd), publié le 28 octobre 2004 au Royaume-Uni, est un livre de Nick Mason à propos de son histoire personnelle en tant que membre du groupe Pink Floyd. C'est le premier livre sur Pink Floyd à être écrit par un membre du groupe. Mason couvre la carrière entière du groupe, de l'ère psychédélique avec Syd Barrett à la fin des années 1960 en passant par leur succès en 1970 jusqu'à ce jour.
Nick Mason est bien placé pour cela car il est le seul musicien à être resté du début à la fin, pour autant qu'on considère que The Division Bell était le dernier. En effet, si David Gilmour est arrivé pour le deuxième album, afin de remplacer Syd Barrett, Rick Wright avait lui été écarté par Roger Waters. Quant à ce dernier, il a quitté le navire après l'album The Final Cut. Nick Mason a profité du répit actuel du groupe, que David Gilmour ne semble pas prêt à sortir de sa léthargie, pour écrire un livre. 
Cela fait près de dix ans que Nick Mason est sur ce projet. Il y retrace l'ascension de Syd Barrett mais aussi sa descente aux enfers. Il relate aussi notamment la conception des fameux The Dark Side of the Moon et The Wall, ainsi que le départ de Roger Waters.